# 이고리 사보치킨
이고리 사보치킨(러시아어: Игорь Савочкин, 영어: Igor Savochkin, 1963년 5월 14일~2021년 11월 17일)은 러시아의 영화배우, 텔레비전 배우이다.

## 출연작품

### 영화
- 페이퍼, 플리즈: 더 쇼트 필름(2017년)
- 더 코드 오브 카인(2015년)
- 리바이어던(2014년)
- 침묵의 초소(2011년)
- 돔 - 어 러시안 패밀리(2011년)
- 블랙 라이트닝(2009년)
- 제독의 연인(2008년)
- 나는, 인어공주(2007년)
- 쓰레기(2006년)
- 나이트 워치(2004년)